# 甯越
甯越（？—？），中國战国时赵国人。原来是中牟农民，他觉得种田辛苦，问别人如何免除这种辛苦，別人建议他苦读二十年（《吕氏春秋》作三十年）。努力求学十五年后，成为西周威公之师。《汉书·艺文志》儒家类有《甯越》一篇，后佚失，清朝马国翰有辑本。